# Манакін рогатий
Манакін рогатий (Ceratopipra cornuta) — вид горобцеподібних птахів родини манакінових (Pipridae).

## Поширення
Поширений в горах півдня Венесуели, прилеглої західної Гаяни і крайньої півночі Бразилії. Мешкає в підліску нижньогірських лісів у тепуях, переважно на висоті від 900 до 1600  метрів над рівнем моря.